# Vasili Franco

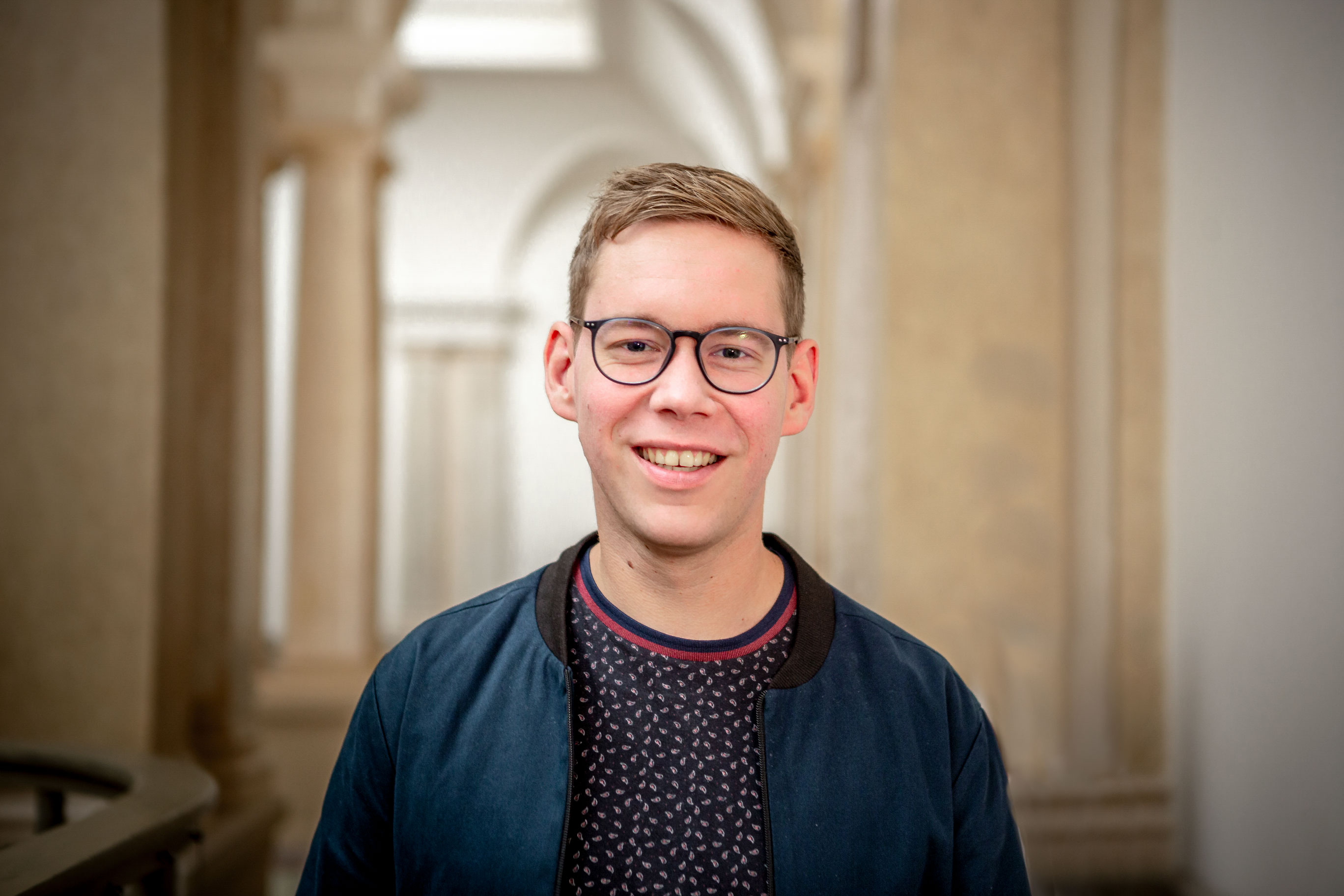
Vasili Franco (2021)

Vasili Franco (geboren 8. Juli 1992 in St. Petersburg, Russland) ist ein deutscher Politiker (Bündnis 90/Die Grünen). Seit 2021 ist er Mitglied des Abgeordnetenhauses von Berlin.

## Leben

### Ausbildung und Beruf
Vasili Franco wurde am 8. Juli 1992 in St. Petersburg (Russland) geboren, im Alter von drei Jahren zog er mit seiner Familie nach Waldkirch (bei Freiburg) und wuchs dort auf. Nach seinem Schulabschluss studierte er zunächst Public Management (Bachelor) an der Hochschule für öffentliche Verwaltung in Kehl, anschließend absolvierte unter anderem ein Praktikum im baden-württembergischen Staatsministerium. Später zog Franco nach Berlin, um dort Recht für die öffentliche Verwaltung (Master of Laws) an der Hochschule für Wirtschaft und Recht Berlin zu studieren. Sein Masterstudium schloss er jedoch nicht mehr ab. 
Beruflich war er von 2016 bis 2018 als Mitarbeiter im Büro von Marianne Burkert-Eulitz (Mitglied des Abgeordnetenhauses) tätig. Nach einer Tätigkeit als Mitarbeiter im Bundestagsbüro von Canan Bayram, war er seit Mitte 2018 als Mitarbeiter bei Filiz Polat angestellt.

### Politik
Franco politisierte sich bereits in seiner Schulzeit, trat nach eigenen Angaben aufgrund der Atompolitik der Bundesregierung zur Bundestagswahl 2009 der Grünen Jugend bei und unterstützte unter anderem die Proteste bei der Blockade von Castortransporten nach Gorleben. 2010 trat er der Mutterpartei, Bündnis 90/Die Grünen, bei. Zwischenzeitlich war Franco Sprecher der Grünen Jugend Freiburg. Seit seinem Umzug nach Berlin engagiert sich Franco im Kreisverband Friedrichshain-Kreuzberg seiner Partei und war dort bis zu seiner Wahl ins Abgeordnetenhaus Mitglied des Geschäftsführenden Ausschusses.
2021 nominierte der Landesverband der Grünen anlässlich der Abgeordnetenhauswahl 2021 Franco für ein Direktmandat im Wahlkreis Friedrichshain-Kreuzberg 5 sowie für den Platz 36 der Landesliste. Bei der Wahl gewann Franco sein Direktmandat mit 34,3 Prozent und zog direkt ins Abgeordnetenhaus ein. Er trat der Fraktion von Bündnis 90/Die Grünen bei. Bei der Wiederholungswahl 2023 konnte er seinen Sitz im Abgeordnetenhaus verteidigen.
Franco ist Mitglied der überparteilichen Europa-Union Berlin (EUB), die sich für ein föderales Europa und den europäischen Einigungsprozess einsetzt.